# Venere (divinità)

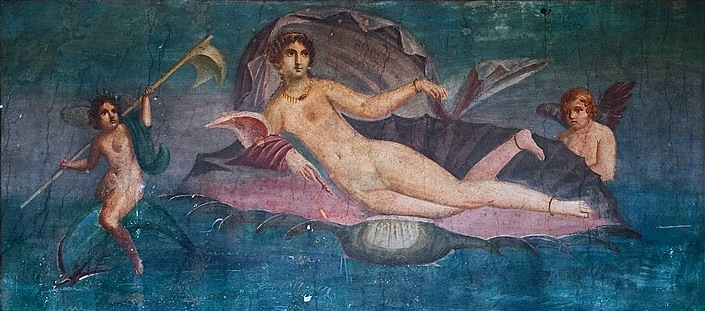
Venere, adagiata sulla conchiglia marina, dipinta in un affresco di Pompei.

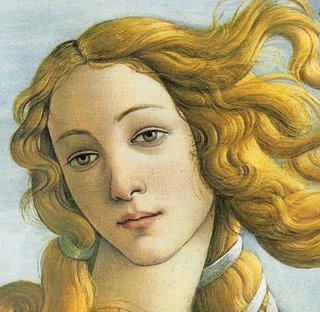
Dettaglio di Venere nel quadro Nascita di Venere di Sandro Botticelli, ca. 1482-1485

Venere (in latino Venus, genitivo Veneris) è una delle maggiori dee romane principalmente associata all'eros e alla bellezza. Viene considerata l'antenata del popolo romano per via del suo leggendario fondatore, Enea, svolgendo un ruolo chiave in festività e riti della religione. È tradizionalmente intesa essere l'equivalente della dea greca Afrodite.

## Miti

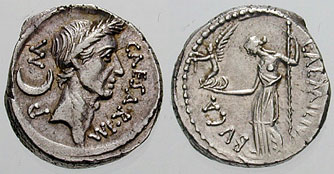
Denario che raffigura Venere che reca la Vittoria, e Lucio Emilio L. f. Buca magistrato monetario nel 44 a.C.

### Nascita
Esistono diversi miti sulla nascita della dea, ma i più noti sono quelli tramandati da Esiodo e Omero. 
Esiodo sostenne che ella scaturì dal seme di Urano, dio del cielo, quando i suoi genitali caddero in mare a seguito della castrazione perpetrata dal figlio Saturno per vendicare Gea, sua madre e sposa di Urano. Il sangue e il seme in essi contenuti divennero schiuma dalla quale, presso l'isola di Cipro, emerse Venere (aphròs, da cui Afrodite, in greco significa proprio schiuma).
Una leggenda analoga vorrebbe che fosse nata a Trapani, ispirata forse dalla forma a falce (Drepanum) della città, che ricorderebbe il falcetto usato da Saturno come arma e gettato in mare, assieme ai genitali, dove oggi sorge Trapani.
Secondo Omero, invece, Venere sarebbe figlia di Giove e della ninfa degli oceani Dione e nacque da una conchiglia uscita dal mare. Per i nabatei il nome di Venere, ovvero Aphros, Afrodite, era, invece, Anjou, nome della stella della dea detta Niphi Nerò, ovvero Signora, dea dell'acqua. Non a caso l'arma araldica dei re Anjou d'Inghilterra e di Francia, era una sorta di ruota, totem araldico dei re d'Anjou Plantageneti che si rifacevano a tale mito.

### Matrimonio e amori
Venere si distingue per il carattere capriccioso, vanitoso e volubile. A causa della sua immensa bellezza, Giove temeva che ella sarebbe stata causa di dispute tra gli altri dei e la diede quindi in sposa a Vulcano, il dio del fuoco, fabbro degli dei, di brutto aspetto, ma caratterizzato da un carattere fermo e costante e sempre dedito al lavoro. 
Il matrimonio non soddisfece, però, la dea, che intrecciò molte relazioni amorose, sia con umani che con dei. In particolare, è nota la relazione con il dio della guerra Marte. I due furono scoperti da Vulcano e, imprigionati in una rete metallica da lui stesso lavorata, furono esposti al ludibrio degli altri dei. Si dice che dagli amori di Venere e Marte nacquero Armonia e Cupido, Deimo e Fobo. Cupido, dio dell'amore, collaborò sempre con la madre, tranne in un caso: gelosa della bellezza di una donna mortale di nome Psiche, Venere chiese al figlio di farla innamorare del più mostruoso degli esseri.
Cupido dapprima accettò l'incarico ma poi s'innamorò egli stesso della donna. Psiche superò tutte le prove richieste da Venere e alla fine fu ricompensata da Giove che benedisse l'unione con Cupido.
In un'altra versione il padre di Cupido è Giove e non Marte.
Dall'unione con il dio Ermes, o Mercurio, nacque Ermafrodito. Venere non disdegnava gli amori dei mortali, per cui si congiunse con il bellissimo Adone e con il principe troiano Anchise, da cui ebbe Enea.
Gli unici in grado di resistere al fascino di Venere furono Ippolito e Narciso, che per questo furono severamente puniti.

### Ruolo nella guerra di Troia
Dall'unione di Venere con Anchise sarebbe nato Enea, il padre di Ascanio e il capostipite della futura Roma. Egli fu uno dei protagonisti della guerra di Troia scaturita dalla rivalità fra Giunone, Minerva e Venere. Le tre divinità volevano aggiudicarsi la mela destinata da Eris, dea della discordia, alla più bella tra le dee. Giove, interpellato sulla questione, scelse il principe troiano Paride come giudice. Giunone cercò di corrompere Paride offrendogli l'Asia Minore, mentre Minerva gli offrì fama, saggezza e gloria in battaglia, ma Venere promise a Paride la più bella delle donne mortali, ed egli scelse quest'ultima.
Questa donna era Elena, figlia di Giove e di Leda e moglie del re di Sparta Menelao. Sotto l'influsso di Venere, Paride rapì Elena e la condusse a Troia. Menelao, insieme al fratello Agamennone, radunò un imponente esercito e mosse guerra a Troia. L'assedio della città durò molti anni e gli dei si schierarono a fianco chi dell'una chi dell'altra fazione. Durante la guerra Venere venne anche ferita. Fu l'astuto Odisseo, re di Itaca, a escogitare lo stratagemma del cavallo per far penetrare soldati greci all'interno delle mura troiane. Fu così che i greci vinsero la guerra. Grazie all'aiuto di Venere, Enea, con pochi superstiti, lasciò per sempre Troia e, approdato sulle coste del Lazio, fondò una nuova città, da cui discenderà la civiltà romana.

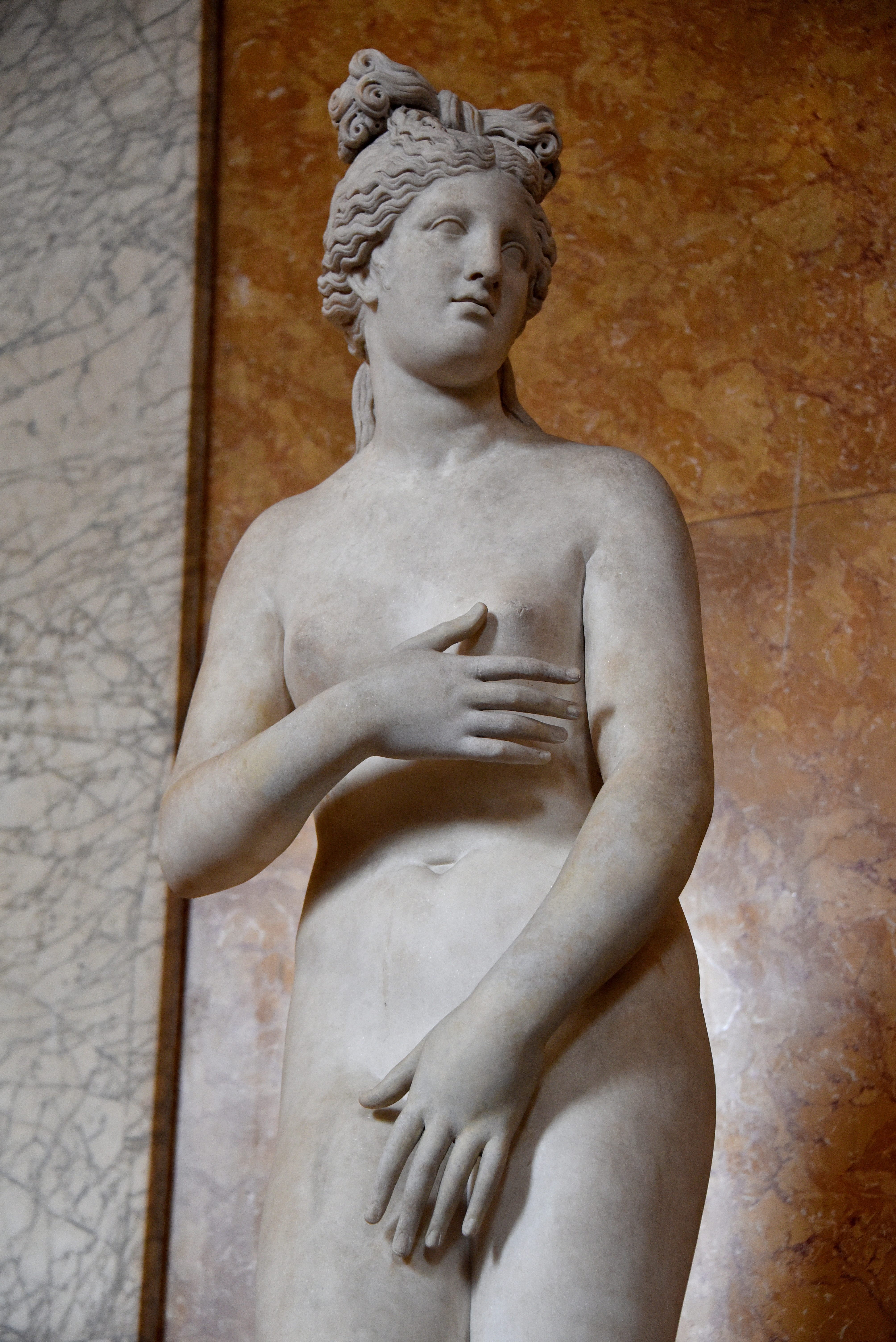
Nudo di Venere ritrovato nel 1794 a Campo Jemini (Pomezia), ed ora esposta al British Museum di Londra

## Culti
A Roma venivano celebrati i Veneralia in onore di Venere Verticordia, "che apre i cuori", e della sua compagna Fortuna Virile.
Sempre a Roma, nel foro fu eretto un doppio tempio grandioso, il Tempio di Venere e Roma, dedicato alla dea e alla città di Roma personificata, di cui si ergono ancora i resti.
Tra le piante a lei sacre vi sono: il mirto, la rosa, il melo e il papavero. I suoi animali sacri invece sono: la lepre, il delfino, il cigno (simbolo di bellezza ed eleganza), il passero e la colomba (simbolo dell'amore).

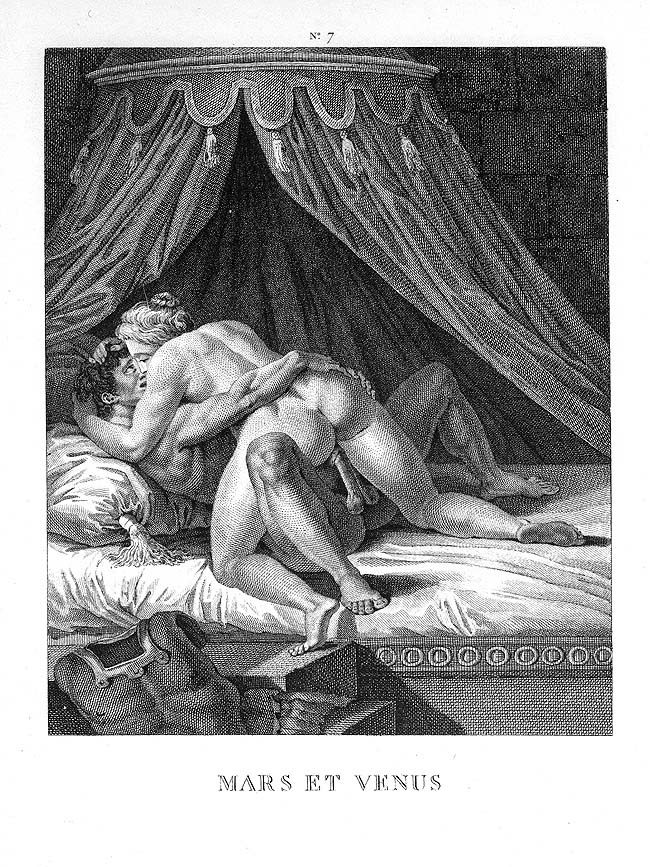
Marte e Venere, copia settecentesca dal libro erotico rinascimentale I Modi, di Marcantonio Raimondi

Il poeta Lucrezio dedica alla dea Venere, "piacere degli uomini e degli dèi", feconda creatrice dell'universo, il suo libro De rerum natura.

## I sette difetti
Si ricordano sette tratti definiti del corpo della dea Venere, qualificati come "difetti" ma dette anche "buchi" o "ali": 
1. capelli biondi con colore differente all'attaccatura;
2. dito medio della mano più lungo del palmo;
3. rughe a circonferenza sul collo;
4. il piede alla greca (ovvero col secondo dito più lungo dell'alluce);
5. lo strabismo di Venere;
6. linee addominali oblique;
7. Le fossette di Venere (i 2 piccoli incavi simmetrici nella zona lombare).

## Nell'arte

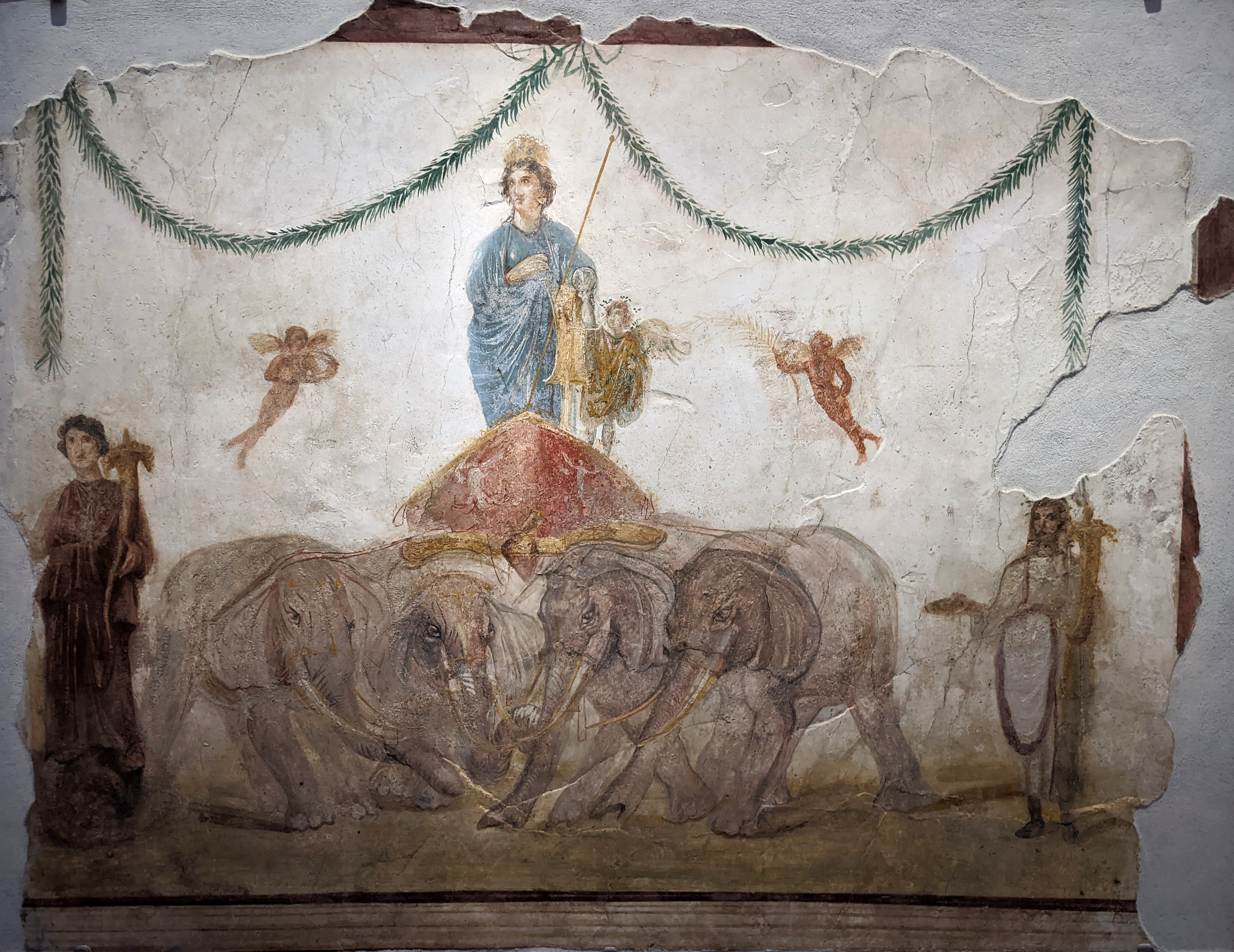
Venere su un carro trainato da elefanti, affresco da Pompei

La sua figura, presa a modello come ideale di bellezza, è diventata il soggetto di innumerevoli opere d'arte, fin dall'antichità, sia sotto forma di sculture, tra le quali famosi esempi sono la Venere di Milo e la Venere di Morgantina, la Venere Sosandra, e dipinti, come l'affresco del Trionfo di Venere di Pompei.

### Pittura
- Venere Anadiomene di Apelle (IV secolo a.C.)
- Allegoria del trionfo di Venere di Bronzino (1540-1545 circa)
- Nascita di Venere  di Sandro Botticelli
- Venere e Marte di Sandro Botticelli
- Marte che spoglia Venere con amorino e cane di Paolo Veronese
- Venere e Giove di Paolo Veronese
- Venere e Marte di Paolo Veronese
- Venere e Amore spiati da un satiro di Correggio (1528 circa)
- Venere dormiente di Artemisia Gentileschi (1625-1630 circa)
- Venere Rokeby di Diego Velázquez
- Marte e Venere sorpresi da Vulcano di François Boucher (1754)
- La nascita di Venere di Alexandre Cabanel (1863)
- Nascita di Venere di William-Adolphe Bouguereau (1879)
- Venere e amorini di Salvador Dalí (1925)

### Scultura
- Venere di Morgantina
- Venere di Milo
- Venere Callipigia
- Venere Capitolina
- Venere Ericina
- Venere Esquilina
- Venere accovacciata
- Venere Sosandra
- Venere Cnidia
- Venere de' Medici
- Venere pudica

### Letteratura
- (DE)  Gerd Scherm, Brigitte Tast, Astarte und Venus. Eine foto-lyrische Annäherung, Kulleraugen, 1996, ISBN 3-88842-603-0

## In altre mitologie
Biblia è il nome con cui i Fenici identificavano una divinità simile. La dea possedeva un grandioso tempio a lei dedicato nella città di Biblo.